# 인덕로 (포항시)
인덕로(Indeok-ro)는 대한민국 경상북도 포항시 남구 동촌동에서 인덕동을 거쳐 연결하는 도로이다.
2009년 12월 1일 도로명 주소 사업에 인해 인덕로로 지정되었다.

## 노선 구간
- 삼거리 명칭 미상
  - 서원재로
    - 인덕노인요양센터
    - 인덕빌라
    - 소망아파트
    - 제철동주민센터
- 삼거리 명칭 미상
  - 국도 제31호선 (동해안로)

## 차로수
- 왕복 2차로